# Leptynia platensis
Leptynia platensis är en insektsart som beskrevs av Salvador de Toledo Piza Júnior 1939. Leptynia platensis ingår i släktet Leptynia och familjen Diapheromeridae. Inga underarter finns listade i Catalogue of Life.